# Manfred Reyes Villa

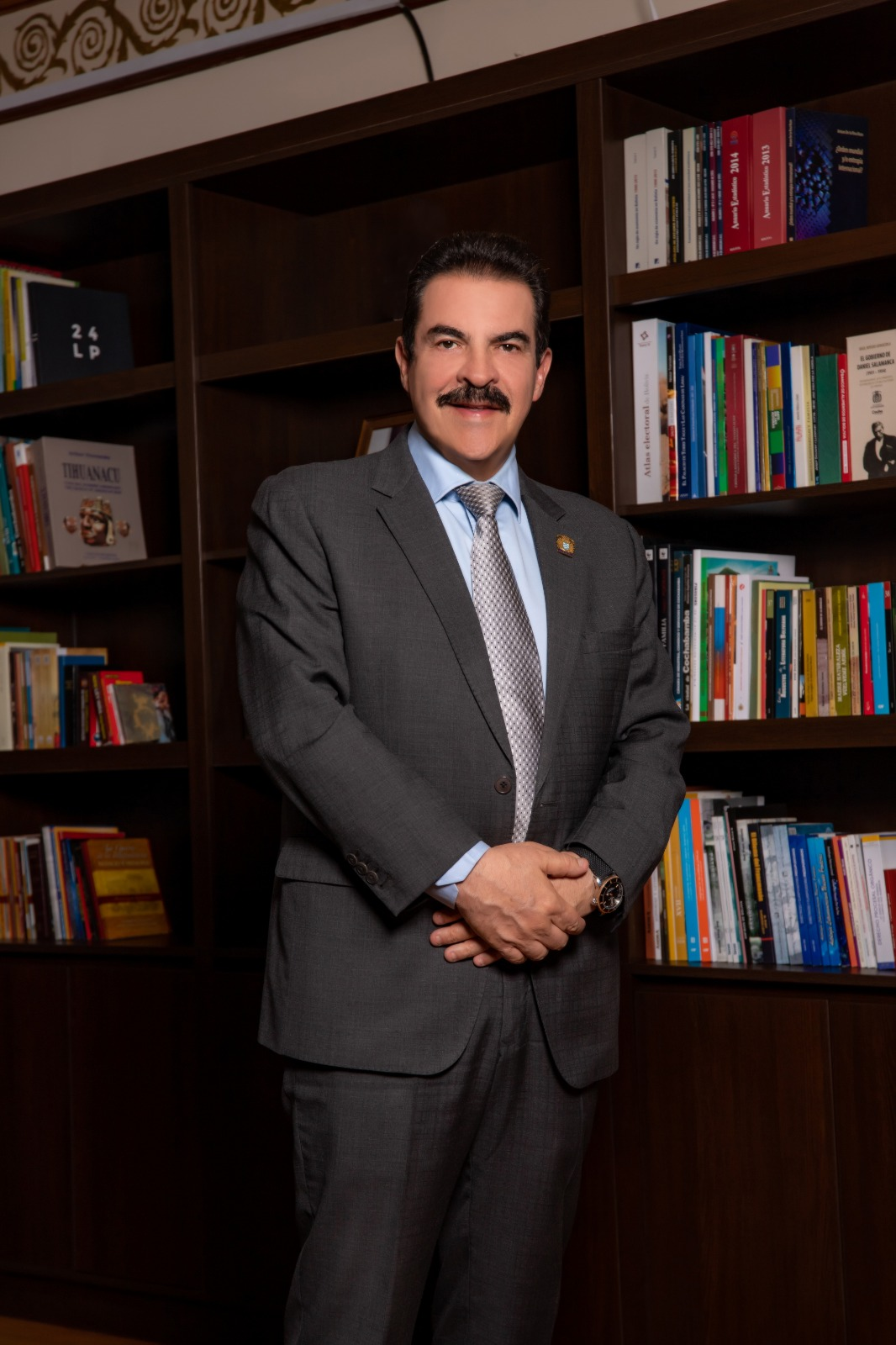
Manfred Reyes Villa

Manfred Reyes Villa (* 19. April 1955 in La Paz) ist ein bolivianischer Politiker, ehemaliger Militär und Unternehmer. 

## Karriere
Reyes Villa begann nach dem Schulabschluss in La Paz eine militärische Laufbahn, bei der er den Dienstgrad Hauptmann (span.: Capitán de Ejército) erreichte, bevor er 1986 das Militär verließ, in den USA Business Management studierte und sich dort unternehmerisch betätigte. Nach seiner Rückkehr nach Bolivien ging er 1990 in die Politik und schloss sich der Acción Democrática Nacionalista, der rechten Partei des diktatorisch regierenden Präsidenten Hugo Banzer Suárez an. Er wurde 1992 Vizepräsident des Stadtrats von Cochabamba und war von 1993 bis 2000 Bürgermeister der Stadt. Er trat bei der Präsidentschaftswahl 2002 an, landete jedoch auf dem dritten Platz. 2005 wurde er Präfekt des Departamentos Cochabamba. Bei der Präsidentschafts- und Parlamentswahl in Bolivien 2009 trat er als Präsidentschaftskandidat für die mitte-rechts-Partei Nueva Fuerza Republicana an und erreichte mit 26,46 % den zweiten Platz mit großem Abstand zum amtierenden Präsidenten Evo Morales. Aufgrund von Verfahren gegen ihn floh er 2010 in die USA, wo er politisches Asyl beantragte. Er kehrte 2020 während der Präsidentschaft von Jeanine Áñez wieder nach Bolivien zurück. 2021 wurde er erneut Bürgermeister von Cochabamba.
Anfang Januar 2025 gab er bekannt, bei der Präsidentschaftswahl 2025 anzutreten. Er wolle sich jedoch nicht dem Block der vereinigten Opposition anschließen. Mehrere Oppositionskandidaten hatten sich darauf geeinigt, dass von ihnen nur ein Kandidat antritt, um die Chance zu erhöhen, die Regierung des Movimiento al Socialismo abzulösen.

## Rechtsverfahren
Reyes Villa wurde 2012 zu einem Jahr Haft wegen „Nichterfüllens von Pflichten“ und 2013 zu 5 Jahren Haft wegen Veruntreuung von Geldern verurteilt. Der bolivianische Gerichtshof hob 2023 mehrere Urteile rückwirkend auf.